# Ala Cuper
Ala Pjatroŭna Cuper, accreditata come Alla Tsuper dalla FIS (in bielorusso Ала Пятроўна Цупeр?; in ucraino Алла Петрівна Цупер?, Alla Petrivna Cuper; Rivne, 16 aprile 1979), è una sciatrice freestyle ucraina naturalizzata bielorussa, campionessa olimpica nei salti ai Giochi di Soči 2014.

## Biografia
In Coppa del Mondo ha esordito il 7 dicembre 1996 a Tignes (26ª), ottenendo il primo podio il 17 marzo 2000 a Livigno (2ª) e la prima vittoria il 2 dicembre 2000 a Blackcomb. Nel 2002 ha vinto la Coppa del Mondo di specialità dei salti. In carriera ha partecipato a cinque edizioni dei Giochi olimpici invernali, Nagano 1998 (5ª nei salti), Salt Lake City 2002 (9ª nei salti), Torino 2006 (10ª nei salti), Vancouver 2010 (8ª nei salti), Soči 2014 (1ª nei salti) e Pyeongchang 2018 (4ª nei salti), e a cinque dei Campionati mondiali (4ª nei salti a Madonna di Campiglio 2007 il miglior risultato). Ha annunciato il ritiro dalle competizioni al termine dei Giochi olimpici di Soči 2014, per poi tornare alle competizioni.

## Palmarès

### Olimpiadi
- 1 medaglia:
  - 1 oro (salti a Soči 2014).

### Campionati mondiali juniores
- 2 medaglie:
  - 2 ori (salti a Châtel 1996; salti a Laajavuori 1997).

### Coppa del Mondo
- Miglior piazzamento in classifica generale: 2º nel 2002.
- Vincitrice della Coppa del Mondo di salti nel 2002.
- 27 podi:
  - 8 vittorie
  - 11 secondi posti
  - 8 terzi posti

#### Coppa del Mondo - vittorie
| Data             | Luogo          | Paese       | Disciplina |
| ---------------- | -------------- | ----------- | ---------- |
| 2 dicembre 2000  | Blackcomb      | Canada      | AE         |
| 13 gennaio 2001  | Mont-Tremblant | Canada      | AE         |
| 9 settembre 2001 | Mount Buller   | Australia   | AE         |
| 20 gennaio 2002  | Lake Placid    | Stati Uniti | AE         |
| 27 gennaio 2002  | Whistler       | Canada      | AE         |
| 19 marzo 2006    | Apex           | Canada      | AE         |
| 27 gennaio 2008  | Mont-Gabriel   | Canada      | AE         |
| 18 gennaio 2009  | Lake Placid    | Stati Uniti | AE         |

Legenda:

AE = salti